# محمد كامل الرحماني
أميرالاي أركان حرب محمد كامل الرحماني (1903 -) هو عسكري ورئيس الإذاعة المصرية سابقا.

## حياته ونشأته
محمد كامل الرحماني ولد عام 1903 بمحافظة الشرقية، حصل على البكالوريوس من الكلية الحربية سنة 1923، حصل على ماجستير العلوم العسكرية ودبلوم معهد الدراسات الإفريقية، حصل على الدكتوراه في التاريخ سنة 1958 من كلية الآداب جامعة القاهرة، وكان موضوع الدكتوراه: وقائع الثورة المهدية أو التاريخ الحربي للحركة المهدية، 1958 وكان المشرف المؤرخ شفيق غربال.

## مشاركات عسكرية
- شارك في حرب فلسطين 1948 وكان قائد الكتيبة الرابعة مشاة وفي
- شارك في مفاوضات الهدنة في رودس 1949.

- كان أحد ثلاث ضباط تزعموا تململ في الجيش على التدخل البريطاني السافر في حادثة قصر عابدين 1942 بإجبار الملك على تعيين النحاس رئيساً للوزارة، فكان التململ ضد الاحتلال البريطاني، مع الضابطان الآخران أحمد فؤاد صادق (قائد الجيش المصري في حرب فلسطين) والأميرال حمدي طاهر، اعتقلوا بلا تحقيق بسبب ما أقدما عليه الضابطان من التقدم بشكوي إلى رئيس الحكومة، والغريب أن النحاس قد دافع عن سياسة الحكومة تجاه الجيش مؤكدا حرص الحكومة على أن يظل الجيش فوق الخصومات السياسية ويشير النحاس من طرف خفي إلى وجود علاقة بين هذين الضابطين وبين القصر.
- شارك في معركة أسدود وقعت معركة أشدود في 2 الي 3 يونيو 1948، وكبد القوات الإسرائيلية الغازية بالهزيمة وبخسائر فادحة عندما حاولت احتلال قرية أشدود وكانت المعركة بقيادة العقيد محمد كامل الرحماني.[3]
- معركة نيتسانيم 7 يونيو 1948 تقع مستعمرة نيتسانيم في المنطقة الواقعة بين قريتي حمامة وأشدود على بعد 8 كم شمال المجدل، وتهدد وجود القوات المصرية في المجدل فتم مهاجمتها والاستيلاء عليها، وهو من اقتحم مستعمرة نيتسانيم. وفي تصريح أدلى به عبد الحكيم عامر:

| محمد كامل الرحماني | وفي إحدى زياراتي له [جمال عبد الناصر] اصطحبنى إلى أرض المعركة التى دارت حول مستعمرة نيتسانيم وشرح لى دوره في الهجوم عليها، وقد منح ترقية استثنائية بسبب إصابته أثناء تقدم سرية الإحتياط التى كان يقودها، وقد نجحت الكتيبة في احتلال المستعمرة تحت قيادة القائمقم أ.ح محمد كامل الرحماني. | محمد كامل الرحماني |

- شغل منصب نائب قائد سلاح المشاة في 1951، وكان قائد السلاح هو اللواء محمد نجيب.[1]

## إقالته
أقيل في أغسطس 1952 من الجيش في حركة تطهير.

## مسيرته
- عين مدرساً بالكلية الحربية المصرية عام 1937.
- تولى منصب رئيس قطاع الإذاعة في الفترة من 4 ديسمبر 1952 وحتى 23 نوفمبر 1953.

### رئيساً للإذاعة المصرية
عين رئيساً للإذاعة المصرية من 4 ديسمبر 1952 إلى 23 نوفمبر 1953، ومن أهم إنجازاته في الإذاعة:
- إنشاء إذاعة صوت العرب في عهده.
- طور إذاعة السودان.
- إنشاء البرنامج الثاني.
- إنشاء لجنة للموسيقى والغناء، ولجنة للقراء ولجنة أدبية (لجنة النصوص).
- طور البرامج الدينية وحدد لها مواعيد معينة.
- قام بعمل لائحة للبرامج الاذاعية .[5]

## مؤلفاته
- وقائع الثورة المهدية أو التاريخ الحربي للحركة المهدية، 1958.

## أعلام
من مذكرات عبد المنعم عبد الرؤوف، عن حركة 23 يوليو قال:
| محمد كامل الرحماني | محمد كامل الرحماني أنه عندما كان يشغل منصب كبير المعلمين في كلية أركان حرب أن الرئيس جمال عبد الناصر قد هيأ لقاء تم في دار جماعة الإخوان المسلمين بينه وبين حسن البنا. | محمد كامل الرحماني |